# Jan Kruk-Śmigla

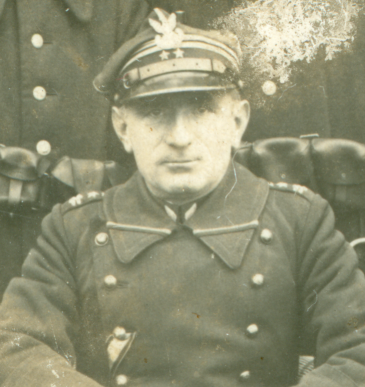
Jan Kruk-Śmigla; grudzień 1934

Jan Kruk-Śmigla, właśc. Jan Śmigla, ps. „Kruk” (ur. 17 maja 1895 w Wiśniowej, zm. 14 marca 1976 we Wrocławiu) – podpułkownik dyplomowany piechoty Wojska Polskiego, kawaler Krzyża Złotego i Krzyża Srebrnego Orderu Virtuti Militari, radca prawny.

## Życiorys
Urodził się 17 maja 1895 w Wiśniowej, w ówczesnym powiecie wielickim Królestwa Galicji i Lodomerii, w rodzinie Jakuba, rolnika, i Anny z Grabowskich. Do 1914 uczył się w c.k. Gimnazjum Realnym (IV.) w Krakowie (maturę „wojenną” złożył 8 marca 1915). Od kwietnia 1912 działał w Związku Strzeleckim w Krakowie, kończąc kurs podoficerski.
Po wybuchu I wojny światowej w dniu 1 sierpnia 1914 przystąpił do oddziałów strzeleckich, a następnie do Legionów Polskich. Służył w 2 kompanii I batalionu 1 pułku piechoty w składzie I Brygady. Mianowany sierżantem. Został dowódcą plutonu. Cztery razy odniósł rany: w bitwie pod Laskami w październiku 1914, w bitwie pod Tarłowem 1 lipca 1915, w bitwie pod Jastkowem 1 sierpnia 1915 i w bitwie pod Wielkim Miedwieżem 13 listopada 1915. Brał także udział w bitwie pod Kostiuchnówką na początku lipca 1916. Wstąpił do Polskiego Korpusu Posiłkowego, służył w Baranowiczach, Łomży, a od stycznia w Zambrowie. Został absolwentem szkoły oficerskiej 1 pułku piechoty, a od maja 1917 przebywał z jednostką w Modlinie. Po kryzysie przysięgowym w lipcu 1917 skierowany do Przemyśla został wcielony do c. i k. armii i skierowany na front włoski. Służąc w szeregach 100 pułku piechoty Austro-Węgier był dowódcą plutonu i brał udział w zmaganiach wojennych pod Cortelano i pod Piawe, gdzie odniósł kolejne rany 19 grudnia 1917.
Następnie wrócił do Krakowa i tam podjął studia prawnicze na Wydziale Prawa Uniwersytetu Jagiellońskiego. Był organizatorem Legii Akademickiej. Jako dowódca plutonu/kompanii w jej szeregach u kresu wojny na początku listopada 1918 brał udział w rozbrajaniu Austriaków i działał na obszarze dworca kolejowego w Krakowie. Po odzyskaniu przez Polskę niepodległości wstąpił do Wojska Polskiego. Od 24 lutego 1919 pełnił funkcję dowódcy kompanii sztabowej Dowództwa Okręgu Generalnego „Kielce”. Został mianowany podporucznikiem piechoty 18 marca 1919, następnie awansowany do stopnia kapitana. Podczas wojny polsko-bolszewickiej szkolił żołnierzy jako dowódca kompanii w batalionie zapasowym.
3 maja 1922 został zweryfikowany w stopniu kapitana ze starszeństwem z 1 czerwca 1919 i 993. lokatą w korpusie oficerów piechoty. W latach 20. służył w 1 pułku piechoty Legionów w Wilnie, pełniąc funkcje dowódcy kompanii i dowódcy batalionu. W szeregach tej jednostki wziął udział w zamachu majowym 1926 po stronie marszałka Józefa Piłsudskiego. 12 kwietnia 1927 został mianowany majorem ze starszeństwem z 1 stycznia 1927 i 86. lokatą w korpusie oficerów piechoty. W 1930 został przeniesiony do Dowództwa Okręgu Korpusu Nr III w Grodnie na stanowisko inspektora wyszkolenia WF i PW z siedzibą w Wilnie.
Od 15 czerwca do 7 sierpnia 1930 odbył praktykę w 1 pułku artylerii polowej Legionów w Wilnie. Od 15 października do 15 grudnia 1930 był słuchaczem Kursu Próbnego przy Wyższej Szkole Wojennej dla oficerów powołanych jako kandydaci na Kurs Normalny 1930–1932. 5 stycznia 1931 został powołany do Wyższej Szkoły Wojennej w Warszawie w charakterze słuchacza XI Kursu Normalnego. 14 grudnia 1931 został awansowany na podpułkownika ze starszeństwem z dniem 1 stycznia 1932 i 26. lokatą w korpusie oficerów piechoty. 1 listopada 1932, po ukończeniu kursu i otrzymaniu dyplomu naukowego oficera dyplomowanego, został przydzielony do 21 Dywizji Piechoty Górskiej w Bielsku na stanowisko szefa sztabu. W październiku 1933 został dowódcą 2 batalionu strzelców w Tczewie. Od grudnia 1936 był II oficerem sztabu Inspektora Armii gen. dyw. Stefana Dąb-Biernackiego w Wilnie. Od 28 stycznia 1938 dowodził 85 Pułkiem Piechoty w Nowej Wilejce. Na jego czele walczył w kampanii wrześniowej. Brał udział w przegranej bitwie pod Piotrkowem Trybunalskim na początku września. Następnie w okolicach wsi Dęborzeczka objął dowództwo nad najliczniejszym dywizyjnym zgrupowaniem (ok. 7 tys. żołnierzy) powstałym na bazie 86 pułku piechoty i 19 pułku artylerii lekkiej. Na czele tej jednostki brał udział w dalszych walkach. Zgrupowanie Jana Kruka-Śmigli zostało rozbite podczas walk od 18 do 20 września, a sam podpułkownik trafił do niewoli niemieckiej 22 września 1939. Był przetrzymywany w niemieckim obozie jenieckim Oflag VI B Dössel i obozie karnym Silberberg. Odzyskał wolność u kresu wojny w 1945 po wyzwoleniu przez aliantów.
Powrócił do Polski w listopadzie 1945. Był zatrudniony w Biurze Aprowizacji w Tenczynku, następnie był radcą prawnym w Zakładach Diora w Dzierżoniowie. Na emeryturze przebywał od 1 czerwca 1964. Od 1965 zamieszkiwał we Wrocławiu i tam współpracował z Podkomisją Odznaczeń Bojowych przy Związku Bojowników o Wolność i Demokrację.
Zmarł 14 marca 1976 we Wrocławiu. Został pochowany na tamtejszym Cmentarzu Świętej Rodziny na Sępolnie (kwatera 8-18-15).

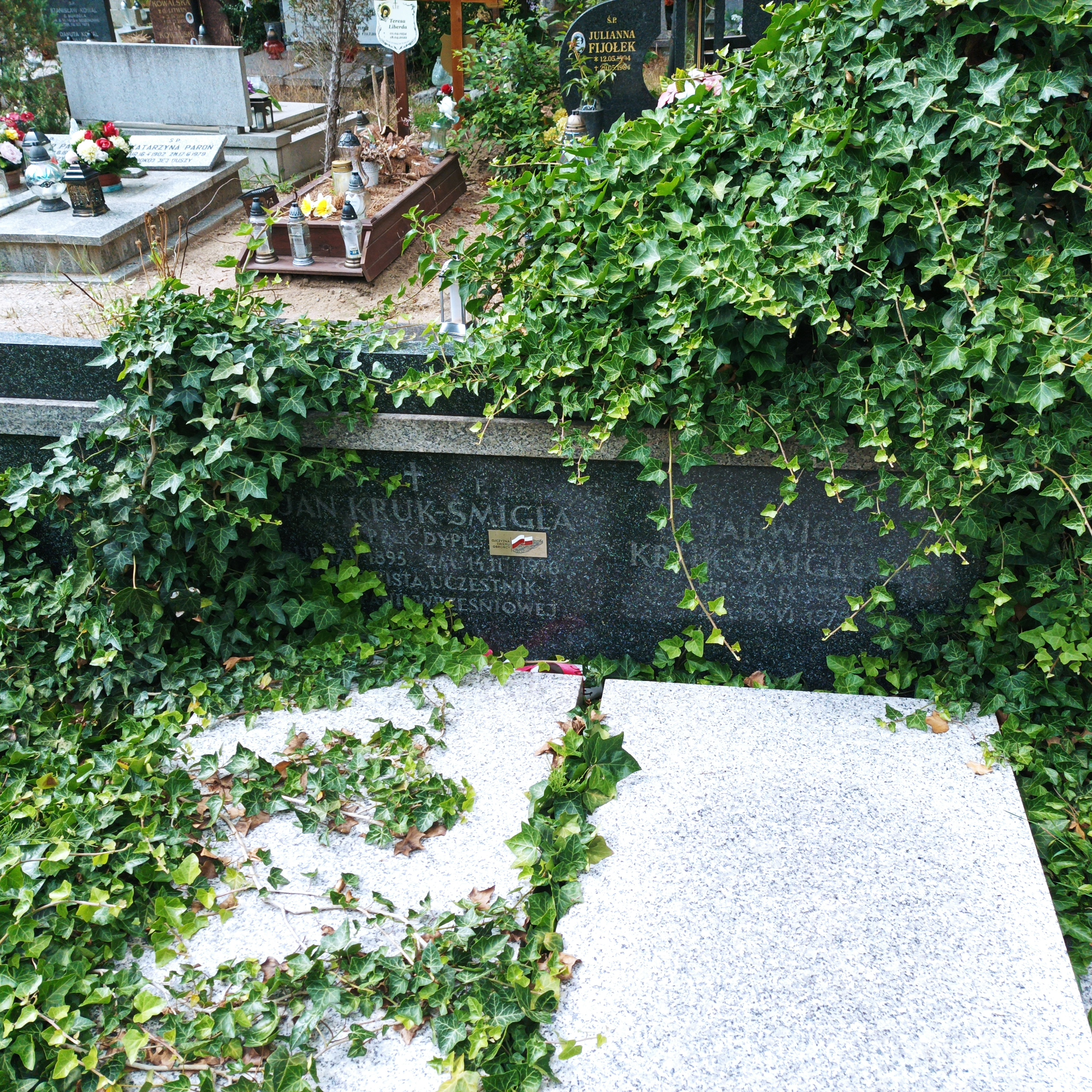
Grób ppłka Jana Kruka-Śmigli na Cmentarzu Świętej Rodziny

Jego żoną była Jadwiga (1897–1979), z którą miał córkę Helenę (po mężu Drozd).
W 2004 nakładem wydawnictwa Ruthenus z Krosna został wydany dziennik autorstwa ppłk. Jana Kruka-Śmigli pt. Za wierną służbę ojczyźnie – dziennik legionisty I brygady, obejmujący zapiski służby legionowej od czerwca 1915 do października 1917 (w opracowaniu Jerzego Kirszaka).

## Ordery i odznaczenia
- Krzyż Złoty Orderu Virtuti Militari – Polska Rzeczpospolita Ludowa (za kampanię wrześniową)
- Krzyż Srebrny Orderu Wojskowego Virtuti Militari nr 7112 – 17 maja 1922[17][2]
- Krzyż Niepodległości – 2 sierpnia 1931 „za pracę w dziele odzyskania niepodległości”[18][4]
- Krzyż Kawalerski Orderu Odrodzenia Polski – 2 maja 1922[19][20][4]
- Krzyż Walecznych dwukrotnie[4]
- Złoty Krzyż Zasługi – 25 maja 1939[21]
- Medal Pamiątkowy za Wojnę 1918–1921[4]
- Medal Dziesięciolecia Odzyskanej Niepodległości[4]